# Elgin (Dakota Północna)
Elgin – miasto w Stanach Zjednoczonych, w stanie Dakota Północna, w hrabstwie Grant.